# Good kid, m.A.A.d city
《good kid, m.A.A.d city》는 미국의 힙합 가수 켄드릭 라마의 두 번째 정규 음반이다. 이 음반은 2012년 10월 22일 Top Dawg Entertainment, Aftermath Entertainment에서 발매했으며 Interscope Records에 의해 유통되었다. 이 음반은 켄드릭 라마가 2012년 초 Aftermath Entertainment, Interscope Records와 계약한 후 낸 메이저 데뷔 음반으로 분류되며 iTunes Store에서 독점 발매되었던 2011년 데뷔 음반 《Section.80》의 후속작이다.
이 음반은 Dr. Dre, Just Blaze, Pharrell Williams, Hit-Boy, Scoop DeVille, Jack Splash, T-Minus 등의 프로듀서들과 함께 캘리포니아에 있는 여러 스튜디오에서 녹음되었다.
앨범 커버에 "켄드릭 라마의 단편 영화"라고 명시되어 있듯이, 이 컨셉 앨범은 켄드릭 라마가 그의 고향인 Compton에서의 십대에 겪었던, 마약에 찌든 거리와 갱스터의 삶에 대한 체험들을 담았다.
이 음반이 발매되자마자 《good kid, m.A.A.d city》는 음악 비평매체들로부터 폭넓은 찬사를 받았으며 켄드릭 라마의 주제 의식과 가사에 대한 극찬을 표했다.
켄드릭 라마는 《good kid, m.A.A.d city》로 56회 그래미 어워드에서 '올해의 음반'을 포함한 5개 부문의 후보에 올랐었다.
이 앨범은 Billboard 200 차트에서 2위로 데뷔했으며, 첫 주에 242,000장의 음반을 팔아 2012년에 발매된 데뷔 음반 사상 최다 판매량 및 남성 힙합 아티스트의 첫 주 최고 판매량을 갱신했다.
켄드릭 라마가 UK 앨범 차트에 진입하게 된 첫 음반이며 UK 앨범 차트 16위, UK R&B 앨범 차트 2위에 올랐다.
이 음반은 수많은 매체에서 '올해의 음반'으로 거론되었으며 종종 명반들 중 하나로 손꼽기도 했다.
2015년 1월, 《good kid, m.A.A.d city》는 플래티넘을 달성했으며, Nielsen SoundScan에 의하면 140만 장의 판매고를 달성했다고 한다.
이 음반에서는 〈The Recipe (Feat. Dr. Dre)〉, 〈Swimming Pools (Drank)〉, 〈Backseat Freestyle〉, 〈Poetic Justice (Feat. Drake)〉, 〈Bitch, Don't Kill My Vibe〉라는 5개의 싱글이 수록되었으며
싱글 모두 차트에 오르는 성공을 거뒀다.
켄드릭 라마는 그가 소속된 그룹 Black Hippy의 멤버들과 같이 2013년 5월부터 8월까지의 월드 투어를 진행했다.

## 배경
2011년에 발매한 음반 《Section.80》이 성공을 거두고, 켄드릭 라마는 메이저 레이블인 Interscope Records와 Dr. Dre의 레이블인 Aftermath Entertainment와 계약하게 된다. 그는 HipHopDX와의 인터뷰에서 유명 프로듀서들과 작업하기보다는 Top Dawg Entertainment 내의 프로듀서 팀인 Digi+Phonics와 대부분의 작업을 하고 싶다고 말했다.
켄드릭 라마는 XXL과의 인터뷰에서 《good kid, m.A.A.d city》가 《Section.80》같은 음반은 아니지만 그의 고향인 Compton으로의 귀환하는 음반이라고 밝혔다.
"어떤 사운드의 음악인지, 5년 뒤 음악계에서 내가 어떤 곳에 있을지는 말해줄 수 없어... 고향으로 돌아가서 여러 곳에 가보고, 고향 친구들과 즐거운 시간을 보냈던 건 내가 다시금 그 곳에 살던 시절로 되돌려놨지. 그 때의 생각들을 다시 떠올리고는, 내가 어떤 기분을 느꼈던가를 추억하는 거지. 난 내 자신을 그 시절의 나로 되돌렸고 그곳에 영향을 받았어. 그렇기에 이 음반은 《Section.80》같은 음반이 아니야. 똑같은 구석이라곤 전혀 없을거야."

또한 켄드릭 라마는 이 음반이 그의 고향이 끼친 영향력을 보여줄 것이라고 말했다.
"그 아이는 (Compton이 그에게 주는) 영향을 받지 않으려고 도망쳐. 도망치려 최선을 다하는데, 언제나 다시 끌어당겨져서 원래 자리로 돌아가지."

공식적으로 음반 제목이 발표나기 전에, 팬들은 데뷔 음반의 제목이 켄드릭 라마가 자신에게 붙였던 별명인 《Good Kid, Mad City》나 《Good Kid in a Mad City》가 될 것을 이미 알고 있었다. 음반의 제목은 유년시절 켄드릭 라마의 순수함과 악명높은 도시인 Compton이 그의 삶에 어떤 영향을 미쳤는가를 보여준다. 음반 제목인 《good kid, m.A.A.d city》의 머릿글자의 뜻은 비밀에 붙여졌다가, 후에 켄드릭 라마는 'm.A.A.d'가 "미쳐 날뛰는 나의 사춘기 (My Angry Adolescence Divided)"와 "천사들을 코카인에 중독시킨다 (Make Angels on Angel Dust)"라는 두 가지의 뜻을 가졌다고 밝혔다. 켄드릭 라마는 이렇게 말했다.
"그게 나였어. Compton이라는 곳에 묶여 있었지. 그렇기에 난 마리화나를 피우지 않아. 왜 그런지는 음반에 나와 있어. 단지 엇나가던 시절의 잘못된 행동을 하는 나에 관한 이야기이고, (그 때는) 그런 것들에 무감각했었지."

《good kid, m.A.A.d city》의 앨범 커버는 음반의 주제에 잘 부합한다. 앨범 커버에는 켄드릭 라마의 모습과 함께 눈이 가려진 삼촌 두 명과 할아버지의 모습이 담겼다. 왜 이러한 앨범 커버로 정했는지에 대한 확실한 대답은 없었지만, 자신의 눈을 가리지 않은 이유로는 음반이 자신이 보고 경험한 내용을 바탕으로, 자신의 시각에서 서술했기 때문이라고 설명했다. 켄드릭 라마를 안고 있는 삼촌의 손은 크립스를 상징하는 핸드 사인을 하고 있다. 이것 또한 음반의 주제와 들어맞으며, 어떻게 해서 켄드릭 라마가 갱스터와 마약으로 가득한 삶을 살게 되었는지를 보여준다. 켄드릭 라마의 머리 위에 있는 포스터는 자신과 아버지의 모습을 보여준다.

## 작곡 및 녹음

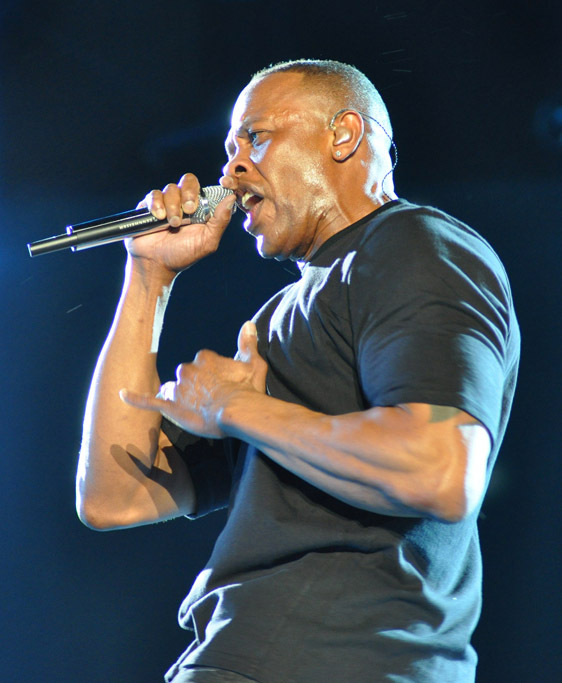
Aftermath Entertainment의 창립자 Dr. Dre는 이 음반의 총괄 프로듀서를 맡았다.

《good kid, m.A.A.d city》는 애틀란타에 있는 PatchWerk 레코딩 스튜디오, 버뱅크에 있는 Encore 스튜디오, 카슨에 있는 TDE Red Room, 켄드릭 라마의 모친 스튜디오에서 녹음되었다. 켄드릭 라마는 《good kid, m.A.A.d city》가 그의 이전 음반인 《Section.80》와는 전혀 다른 음반이 될 것이라고 말하며 XXL과의 인터뷰에서 이렇게 밝혔다.
"어떤 사운드의 음악인지, 5년 뒤 음악계에서 내가 어떤 곳에 있을지는 말해줄 수 없어... 예전에 했던 프로젝트(《Section.80》를 지칭)와 비교하자면 크나큰 차이가 나지. 고향으로 돌아가서 여러 곳에 가보고, 고향 친구들과 즐거운 시간을 보냈던 건 내가 다시금 그 곳에 살던 시절로 되돌려놨지. 그 때의 생각들을 다시 떠올리고는, 내가 어떤 기분을 느꼈던가를 추억하는 거지. 난 내 자신을 그 시절의 나로 되돌렸고 그곳에 영향을 받았어. 그렇기에 이 음반은 《Section.80》같은 음반이 아니야. 같은 구석이라곤 전혀 없을거야."

처음으로 켄드릭 라마와 Dr. Dre가 함께 작업한 곡은 이 음반의 12번째 트랙이자 스탠다드 버전의 마지막 트랙인 〈Compton〉이었다.
2012년 8월 15일, Lady Gaga는 트위터를 통해 2012년 9월 6일, 켄드릭 라마와 같이 한 곡인 〈Partynauseous〉를 공개하기로 했다. 하지만 2012년 8월 23일, Lady Gaga는 팬들에게 곡 발표가 미뤄진 것에 대해 유감을 표했다. 결국에는 음반 발매 일정과 작업 스케줄 관계로 Lady Gaga가 음반에 피처링하지 못하게 됨이 확정되었다. 나중에 그 곡은 〈Bitch, Don't Kill My Vibe〉라는 새로 바뀐 이름으로 발표되었다. 2012년 11월 8일, Lady Gaga는 그녀가 피처링을 맡은 곡의 버전을 발표했다. 켄드릭 라마는 Lady Gaga가 그녀가 피처링을 맡은 버전의 곡을 발표한 것에 대해 놀라움과 기쁨을 표하며 같이 작업한 것에 대해 자부심을 느꼈다고 밝혔다.

## 음악 및 가사
자신의 눈으로 바라본 자전적 묘사들의 정확성이란 그리 중요치 않다. 중요한 사실은 이 음반이 청자들로 하여금 반사적(反射的) 의리, 좀도둑질(Petty Criminality), 그의 고향에서 일어나는 갱스터들의 전쟁에 무릎꿇어 탈선하게 될 위기에 처한 '선량한 아이(good kid)'의 내적 갈등을 느끼게 해준다는 것이다. 그곳에서는 켄드릭 라마를 포함한 그 누구도 영웅적인 존재가 아니다. 크리스천인 그는 소시오패스들을 무력화 시키려 하고, 모든 사람들은 혼란해하면서, 지리멸렬을 느끼며, (문제의 심각성에 대해) 잘 알지 못한다.

《good kid, m.A.A.d city》는 느낌있으면서도 절묘한, 낮은 음정의 침울하고도 흐릿한 후렴구가 특징인 프로덕션을 띤다. 이 음반은 동시대의 힙합 음악의 트렌드를 지양하고 전반적으로 타이트한 베이스 소절과 몽롱한 느낌의 백킹 보컬, 가벼운 피아노 음을 넣었다. 작사가들은 이 음반의 노래를 OutKast가 1998년 발매한 음반인 《Aquemini》와 비교하며 만들었다. Spin 지의 Andrew Nosnitsky는 《good kid, m.A.A.d city》의 수록곡에 대해 언급하며 OutKast의 음반인 《ATLiens》처럼 훌륭하고도 폭넓은 레퍼런스를 띤다는 점에서 유사성을 띠지만, 녹음 과정에서는 사운드가 '재즈의 늪'으로 슬며시 뻗어나가, 근엄한 느낌을 자아내는 2000년대의 The Roots의 음반을 연상시킨다고 말했다. The New Yorker의 Sasha Frere-Jones는 《good kid, m.A.A.d city》가 1990년대 초반, Dr. Dre가 만든 힙합의 하위 장르인 지펑크와의 음악적 유사성과 자신의 험난한 삶을 다룬 시나리오를 담으려 스무드 음악을 배경으로 깔았다고 말하며, 켄드릭 라마가 종종 Drake처럼 꿈 속을 거니는 듯한, 웨스트코스트 힙합에 있어서는 거의 하지 않는 음악을 한다고 덧붙였다. Okayplayer의 Marcus Moore는 《good kid, m.A.A.d city》가 고급지고도 음울한 느낌의 비트를 사용함으로써 캘리포니아 기반의 휘황찬란한 웨스트코스트 펑크를 지양하고, (남부의 소울과 펑크를 기반으로 하는) Dungeon Family의 미학을 지향한다고 말했다.
가사적으로 《good kid, m.A.A.d city》는 켄드릭 라마는 자신의 고향인 Compton에서의 경험담과 그곳의 가혹한 현실들을 시간적 서술을 이용해 풀어나간다. 이 음반은 경제적 자격 박탈과 보복을 일삼는 갱스터들의 폭력, 개인들과 그들의 가족들에 의한 짓밟힌 여성들의 휴유증에 대해 보여준다. 켄드릭 라마는 다양한 인물들과 내면적 갈등을 보여주면서도, 전염병에 걸린 고향에 대한 향수와 사랑을 보여주는 대조적인 태도를 보여주기도 한다. Exclaim!의 Del F. Cowie는 켄드릭 라마의 활기차고도, 인상깊으며, 여자를 탐닉하던 십대의 모습에서 신앙적이면서, 이웃들과 가족들간의 위태로운 관계를 맺는 환경에서도 변치 않고 맞서 싸우는 성년으로서의 변모에 대해 평했다.
Slant Magazine의 Mark Collett은 켄드릭 라마가 웨스트코스트 힙합에서의 쾌락주의적 욕망에서 이스트코스트 힙합에서의 자아성찰적 욕망으로의 환골탈태를 감행했다고 평했다. PopMatters의 David Amidon는 이 음반이 반자전적인 내면적 여행을 보여준다고 말했으며, MSN Music의 Robert Christgau는 켄드릭 라마가 설득력 있게 랩과 리얼리즘의 이분법을 성립시켰다고 평했다.
《good kid, m.A.A.d city》는 인물들의 한계점들을 각색시켜주는 리얼리즘과 영화적 사실주의 성격의 스킷(Skit)들을 보여준다. The New York Times의 Jon Caramanica는 스킷들이 음반의 서사적 묘사 기법의 일부라고 언급했다. 또한 기도하는 신도들의 모습, 수많은 대화들, 가지각색의 목소리들, 회상 장면들의 삽입들이 모두 중요한 하나의 스토리를 위한 것이라고 말하며 (선량한 사람들도) 물 속에 처박게 만드는 Compton이라는 곳의 거친 면모들에 대한 이야기들은 그 자신을 예술적으로 승화시킨다고 평했다. Pitchfork Media의 Jayson Greene은 《good kid, m.A.A.d city》의 주제인 '지탱해주는(Grounding) 가족들의 힘'을 켄드릭 라마를 못되게 만든 갱스터들의 폭력들에 대해 저지하는 '가족들과 종교적 신념'이라는 이름의 닳고 해어진 밧줄에 비유했다.
이 음반에서 켄드릭 라마는 격앙된 목소리로 치밀한 묘사들과 중간운, 박자를 자유자재로 조절하는 유연한 플로우를 보여주며 다른 성격을 묘사하기 위해 여러 가지 목소리를 연기한다. 음악 저널리스트인 Jody Rosen은 그를 허풍선이나 펀치라인 위주의 래퍼가 아닌 스토리텔러이자, 갱스터들의 폭력과 경찰들의 잔혹함에 맞서는 종교적인 열망과 도덕적 딜레마로 특징지었다.

## 평가
| 전문가 평가       | 전문가 평가 |
| 총 점수           | 총 점수     |
| 출처              | 점수        |
| ----------------- | ----------- |
| 메타크리틱        | 91/100      |
| 평가 점수         |             |
| 출처              | 점수        |
| AllMusic          | [ 2 ]       |
| Robert Christgau  | A-          |
| The A.V. Club     | B+          |
| The Guardian      | [ 30 ]      |
| The Irish Times   | [ 38 ]      |
| Los Angeles Times | [ 29 ]      |
| Pitchfork Media   | 9.5/10      |
| Rolling Stone     | [ 34 ]      |
| Slant Magazine    | [ 31 ]      |
| Spin              | 8/10        |
| 리드머            | [ 39 ]      |
| 힙합엘이          | [ 40 ]      |

《good kid, m.A.A.d city》는 음악 비평매체로부터 열렬한 극찬을 받았다.
주류 비평매체들로부터 받은, 100점에 가까운 평점들을 합산한 Metacritics에서는 "전세계적인 찬사(Universal Acclaim)"에 해당하는 91점의 평균점수를 받았다. (36개의 비평매체 평균)
Pitchfork Media의 Jayson Greene은 "이 음반의 놀라운 점은 사실 그대로의 내용을 담았지만 심도있는 내용과 서사적인 묘사로 전율을 느끼게 하는 랩을 담았다는 것"으로 평했다.
PopMatters의 David Amidon은 이 음반이 듣기 쉬우면서도 알맹이가 있는 음반이라고 말하며, 언더그라운드 힙합과 메인스트림 힙합팬들을 동시에 사로잡을 수 있을 것이라고 평했다.
Fact magazine의 Joseph Morpurgo는 이 음반을 '자전적 앨범의 포괄적이면서도 막대한 영향을 미치게 할 업적'라고 평했다.
Sputnik Music은 이 음반의 성과가 Kanye West가 2010년에 발매한 My Beautiful Dark Twisted Fantasy와 필적하기도 하지만 더욱 'Subtler Shades(낱말퀴즈의 일종)' 같다고 평했다.
XXL의 Jaeki Cho는 이 음반을 "최근 들은 랩 앨범 중에서 가장 응집력 있는 구성의 앨범 중 하나"라고 평하며 "각각의 곡들이 복합적으로 편곡되었고 음악적으로 잘 들어맞으며 전경화(前景化)를 이용한 켄드릭 라마의 생생한 리릭시즘과 놀라운 완급조절이 있었기에 완벽함을 뜻하는 XXL 등급을 매겼다"고 평했다. The Irish Times의 Jim Carroll은 이 음반을 재미있고도 중대한 음반이며, 웨스트코스트 힙합의 과거를 본받았으면서도 진보적인 음반이라고 평했다.
AllMusic의 David Jeffries는 이 음반을 "수준높은 갱스터 랩"으로 칭하며 음반의 주제의식에 대해 아래와 같이 평했다.
"모든 훌륭한 생각이나 삶들을 제쳐두고, 인간미 없는 도시 Compton을 통해가는 이 여정은 음악적 풍부함과 영민한 래퍼가 신인 시절 동안 높이 비상(飛上)할 수 있게 한 흡인력을 볼 수 있기에 충분히 들을만한 가치가 있다.
켄드릭 라마는 자신의 진솔한 이야기, 열린 마음, 신앙심을 더해 공포에 대한 두려움을 모조리 씻어냈다. 또한 허세스러움을 추려냈기에 최고의 자리에 올라갈 충분한 잠재력이 남아있음을 보여줬다."

열광적이지 않았던 다른 비평으로 NME의 Hazel Sheffield는 "《Section.80》에서의 거친 매력이 떨어지는 듯하다"고 말하며 "그래도 자신의 음악적 뿌리를 잊어버리지는 않았다는 중요한 사실을 상기시켜줬다"고 평했다.
The Guardian 지의 Alex Macpherson은 지나치게 욕정이 넘치며, 폭군같은 모습의 여자들에 대한 묘사에 대해 혹평했다. 반면 때로는 제멋대로이긴 하지만 무심하게 느껴질 정도의 객관성을 유지해 청자들을 끌어당기는 능력에 대해 호평했다.
Spin의 Andrew Nosnitsky은 이 음반을 이 음반의 프로덕션에 대해 의외로 응집력이 있다고 말하며 혼돈의 한가운데에서 훌륭한 랩 실력으로 간신히 모든 걸 붙잡고 있는 것 같다고 평했다.
Rolling Stone지의 Jody Rosen은 이 음반을 두고 "랩 역사에 있어서는 (잘하는 래퍼라는 것을 보여줄 수 있는) 보증수표"같다고 말하며 "음악의 70% 정도는 정형화된 흑인음악, 90% 정도의 정형화된 갱스터 랩을 보여준다"고 평했다.
Chicago Tribune 지의 Greg Kot은 켄드릭 라마의 "뒤틀렸으면서도 때로는 모조리 뒤엎어 버리겠다는 갱스터적 은유"에 대해 말하며 음반이 "켄드릭 라마의 머릿속에 있는 코미디와 복잡함, 수많은 사람들의 이야기의 끝자락"이라고 평했다.
MSN Music의 Robert Christgau는 "드라마에 대한 헌신으로 인해 음악적 결함들이 있다"고 말하며 "느낌있는 Dr. Dre와 그의 수족들이 만든 비트들은 랩들과 코러스 밑에 깔려 켄드릭 라마의 신경질적인 플로우를 떠받들 수 있는 음악적 유기성을 확고히 했다고 평했다.
국내 흑인음악 매거진들의 비평으로 리드머의 예동현은 "마치 영화 《대부 3》의 마이클 콜리오네처럼 그는 Compton의 악영향으로부터 벗어나려 발버둥치지만, 끊임없이 그 광기 속으로 다시 빨려 들어간다."고 말하며
"때로는 그를 둘러싼 광기에 분노하고 그 영향력에 저항하다가도 그것에 잠식되어 한없는 욕망을 갈구하기도 하고, 끝내는 Compton이라는 공간과 그 생활이 자신에게 끼친 영향력을 인정하고 진실한 한 인간으로 거듭나며, 컴튼 그 자체를 인정하고 받아들이는 구조"라고 하며 자신의 지성을 강조하지 않아도 충분히 현명한 인물처럼 보이고, 그럼에도 어떤 유약함이나 지적 과잉의식과는 거리가 먼, 비범하지만, 평범한 인물처럼 자신을 묘사한 것에 대해 호평했다.
힙합엘이의 Heman은 "켄드릭 라마의 《good kid, m.A.A.d city》는 도무지 종잡을 수 없는 기술을 연달아 선보이며 귀를 중독시킨다"고 말하며 "그 기술은 날카롭고 강렬하여, 아무리 주머니에 넣어도 삐져나오는 송곳을 보는 듯하다"고 호평했다.

### 수상 이력
《good kid, m.A.A.d city》는 비평매체들로부터 올해의 음반(2012년) 중 하나로 선정되었다. BBC, Complex, Fact, New York, Pitchfork Media는 이 음반을 1위로 순위를 매겼다. Billboard, The Chicago Tribune, MTV, Spin, Time은 2위, Filter, The New York Times, NPR은 4위, The Guardian은 5위, Rolling Stone은 6위, Entertainment Weekly는 8위로 순위를 매겼다. 2012년 12월, Complex 지는 지난 10년간 발매된 25장의 힙합 클래식 음반 중 하나로 《good kid, m.A.A.d city》를 선정했다. 또한 Complex 지는 2012년 최고의 앨범 커버로 선정했으며, Pitchfork Media도 마찬가지로 2012년 최고의 앨범 커버 20장 중 하나로 선정했다. 2013년 4월, Vibe 지는 이 음반을 '1993년 이래 발매된 명반 50장 리스트'에 19위로 순위를 올렸다. 이 음반은 2013년 Billboard Music Awards와 2013년 아메리칸 뮤직 어워드의 후보에 올랐다. 2013년 10월, Complex지는 named 지난 5년간 발매된 힙합 음반 중 두 번째로 훌륭하다고 순위를 매겼다. 2014년 8월, Pitchfork Media는 이 음반을 '2010년부터 2014년까지 발매된 음반 리스트'에 2위로 순위를 매겼으며, 2015년 1월, Billboard 지는 이 음반을 '2010년대 발매된 명반 20장 리스트'에 5위로 순위를 매겼다.
또한 이 음반은 2013년 BET Hip Hop Award에서 '올해의 음반'을 수상했다. 《good kid, m.A.A.d city》는 56회 그래미 어워드에서 '올해의 음반(Album of The Year)', '최고의 랩 음반(Best Rap Album)', '최고의 신인상(Best New Artist)', 〈Now or Never (Feat. Mary J. Blige)〉로 '최고의 랩/노래 콜라보레이션(Best Rap/Sung Collaboration)', 수록곡인 〈Swimming Pools (Drank)〉로 '최고의 랩 퍼포먼스(Best Rap Performance)'가 올라가, 총 5개 부문에 후보로 올라갔다.
모든 음반들의 비평들을 통틀어 평점을 내리는 사이트인 Acclaimed Music에서는 《good kid, m.A.A.d city》를 2012년 발매된 음반 중 두 번째, 2010년대 발매된 음반 중에서는 세 번째, 여태껏 발매된 음반 중에서 181번째로 훌륭하다고 순위를 매겼다.

## 트랙 리스트
| #            | 제목                                          | 작사                                                                                | 작곡                                              | 재생 시간 |
| ------------ | --------------------------------------------- | ----------------------------------------------------------------------------------- | ------------------------------------------------- | --------- |
| 1.           | 〈Sherane a.k.a Master Splinter's Daughter〉  | Kendrick Duckworth Christopher Whitacre Justin Henderson                            | Tha Bizness                                       | 4:33      |
| 2.           | 〈Bitch, Don't Kill My Vibe〉                 | Duckworth Mark Spears Robin Braun Vindahl Friis Lykke Schmidt                       | Sounwave                                          | 5:10      |
| 3.           | 〈Backseat Freestyle〉                        | Duckworth Chauncey Hollis                                                           | Hit-Boy                                           | 3:32      |
| 4.           | 〈The Art of Peer Pressure〉                  | Duckworth Rune Rask Jonas Vestergaard                                               | Tabu                                              | 5:24      |
| 5.           | 〈Money Trees〉 (Feat. Jay Rock)              | Duckworth Dacoury Natche Johnny McKinzie Victoria Legrand Alex Scally               | DJ Dahi                                           | 6;26      |
| 6.           | 〈Poetic Justice〉 (Feat. Drake)              | Duckworth Elijah Molina Aubrey Graham James Harris Janet Jackson Terry Lewis        | Scoop DeVille                                     | 5:00      |
| 7.           | 〈good kid〉                                  | Duckworth Pharrell Williams                                                         | Pharrell Williams                                 | 3:34      |
| 8.           | 〈m.A.A.d city〉 (Feat. MC Eiht)              | Duckworth Spears Ricci Riera Axel Morgan Aaron Tyler                                | Sounwave THC Terrace Martin (add.)                | 5:50      |
| 9.           | 〈Swimming Pools (Drank)〉 (Extended Version) | Duckworth Tyler Williams                                                            | T-Minus                                           | 5:13      |
| 10.          | 〈Sing About Me, I'm Dying of Thirst〉        | Duckworth Gabe Stevenson Derrick Hutchins Quincy Jones Alan Bergman Marilyn Bergman | 'Sing About Me' : Pac Div 'I'm Dying of Thirst' : | 12:03     |
| 11.          | 〈Real〉 (Feat. Anna Wise of SonnyMoon)       | Duckworth Terrace Martin                                                            | Terrace Martin                                    | 7:23      |
| 12.          | 〈Compton〉 (Feat. Dr. Dre)                   | Duckworth Justin Smith Charles Richard Cason Sly Jordan                             | Just Blaze                                        | 4:08      |
| 총 재생 시간 | 총 재생 시간                                  | 총 재생 시간                                                                        | 총 재생 시간                                      | 68:16     |

| #            | 제목                                   | 작사                                                                                         | 작곡                      | 재생 시간 |
| ------------ | -------------------------------------- | -------------------------------------------------------------------------------------------- | ------------------------- | --------- |
| 13.          | 〈The Recipe〉 (Feat. Dr. Dre)         | Duckworth Molina Eric Cardona Gabe D'Amico Dev Gupta Andrea Estella Bryan Ujueta Andre Young | Scoop DeVille             | 5:52      |
| 14.          | 〈Black Boy Fly〉                      | Duckworth Columbus Smith Dawaun Parker                                                       | Rahki Dawaun Parker (co.) | 4:38      |
| 15.          | 〈Now or Never〉 (Feat. Mary J. Blige) | Duckworth Jazmine Sullivan Jack Splash                                                       | Jack Splash               | 4:17      |
| 총 재생 시간 | 총 재생 시간                           | 총 재생 시간                                                                                 | 총 재생 시간              | 87:41     |

| #            | 제목                                        | 작사                                                                                         | 작곡                      | 재생 시간 |
| ------------ | ------------------------------------------- | -------------------------------------------------------------------------------------------- | ------------------------- | --------- |
| 13.          | 〈The Recipe〉 (Feat. Dr. Dre)              | Duckworth Molina Eric Cardona Gabe D'Amico Dev Gupta Andrea Estella Bryan Ujueta Andre Young | Scoop DeVille             | 5:52      |
| 14.          | 〈Black Boy Fly〉                           | Duckworth Columbus Smith Dawaun Parker                                                       | Rahki Dawaun Parker (co.) | 4:38      |
| 15.          | 〈Now or Never〉 (Feat. Mary J. Blige)      | Duckworth Jazmine Sullivan Jack Splash                                                       | Jack Splash               | 4:17      |
| 16.          | 〈Collect Calls〉 (Feat. Kent Jamz)         | Duckworth Khalil Muhammad Riera Morgan                                                       | THC                       | 3:57      |
| 17.          | 〈Swimming Pools (Drank)〉 (Single Version) | Duckworth Tyler Williams                                                                     | T-Minus                   | 4:07      |
| 총 재생 시간 | 총 재생 시간                                | 총 재생 시간                                                                                 | 총 재생 시간              | 95:45     |

| #            | 제목                                                       | 작사                                                                                         | 작곡                      | 재생 시간 |
| ------------ | ---------------------------------------------------------- | -------------------------------------------------------------------------------------------- | ------------------------- | --------- |
| 13.          | 〈The Recipe〉 (Feat. Dr. Dre)                             | Duckworth Molina Eric Cardona Gabe D'Amico Dev Gupta Andrea Estella Bryan Ujueta Andre Young | Scoop DeVille             | 5:52      |
| 14.          | 〈Black Boy Fly〉                                          | Duckworth Columbus Smith Dawaun Parker                                                       | Rahki Dawaun Parker (co.) | 4:38      |
| 15.          | 〈Now or Never〉 (Feat. Mary J. Blige)                     | Duckworth Jazmine Sullivan Jack Splash                                                       | Jack Splash               | 4:17      |
| 16.          | 〈County Building Blues〉                                  | Duckworth Rahman Winslow                                                                     | DJ Khalil                 | 4:18      |
| 17.          | 〈Swimming Pools (Black Hippy Remix)〉 (Feat. Black Hippy) | Duckworth Stevens IV McKinzie Hanley Tyler Williams                                          | T-Minus                   | 5:14      |
| 총 재생 시간 | 총 재생 시간                                               | 총 재생 시간                                                                                 | 총 재생 시간              | 96:48     |

| #            | 제목                                                   | 작사                                                                                         | 작곡                      | 재생 시간 |
| ------------ | ------------------------------------------------------ | -------------------------------------------------------------------------------------------- | ------------------------- | --------- |
| 13.          | 〈The Recipe〉 (Feat. Dr. Dre)                         | Duckworth Molina Eric Cardona Gabe D'Amico Dev Gupta Andrea Estella Bryan Ujueta Andre Young | Scoop DeVille             | 5:52      |
| 14.          | 〈Black Boy Fly〉                                      | Duckworth Columbus Smith Dawaun Parker                                                       | Rahki Dawaun Parker (co.) | 4:38      |
| 15.          | 〈Now or Never〉 (Feat. Mary J. Blige)                 | Duckworth Jazmine Sullivan Jack Splash                                                       | Jack Splash               | 4:17      |
| 16.          | 〈The Recipe (Black Hippy Remix)〉 (Feat. Black Hippy) | Duckworth Molina Cardona D'Amico Gupta Estella Ujueta Stevens IV McKinzie Hanley             | Scoop DeVille             | 4:23      |
| 총 재생 시간 | 총 재생 시간                                           | 총 재생 시간                                                                                 | 총 재생 시간              | 91:37     |

| #            | 제목                                                | 작사                                              | 작곡         | 재생 시간 |
| ------------ | --------------------------------------------------- | ------------------------------------------------- | ------------ | --------- |
| 13.          | 〈Bitch, Don't Kill My Vibe (Remix)〉 (Feat. Jay-Z) | Duckworth Spears Braun Friis Schmidt Shawn Carter | Sounwave     | 4:39      |
| 총 재생 시간 | 총 재생 시간                                        | 총 재생 시간                                      | 총 재생 시간 | 73:02     |

| #            | 제목                                                                    | 작사                                              | 작곡         | 재생 시간 |
| ------------ | ----------------------------------------------------------------------- | ------------------------------------------------- | ------------ | --------- |
| 13.          | 〈Bitch, Don't Kill My Vibe (Remix)〉 (Feat. Jay-Z)                     | Duckworth Spears Braun Friis Schmidt Shawn Carter | Sounwave     | 4:39      |
| 14.          | 〈Bitch, Don't Kill My Vibe (International Remix)〉 (Feat. Emeli Sandé) | Duckworth Spears Braun Friis Schmidt              | Sounwave     | 5:06      |
| 총 재생 시간 | 총 재생 시간                                                            | 총 재생 시간                                      | 총 재생 시간 | 78:08     |

 ·  (add.) 추가 프로덕션

 ·  (co.) 공동 프로듀서
주석
- 〈The Art of Peer Pressure〉에는 JMSN이 보컬 피처링을 맡았으며 크레딧에는 수록되지 않았다.[56]
- 〈good kid〉에는 The Neptunes의 멤버 Pharrell Williams와 Chad Hugo가 보컬 피처링을 맡았으며 크레딧에는 수록되지 않았다.[57]
- 〈m.A.A.d city〉에는 ScHoolboy Q가 보컬 피처링을 맡았으며 크레딧에는 수록되지 않았다.[58]

샘플 크레딧
- 〈Bitch, Don't Kill My Vibe〉는 Boom Clap Bachelors의 〈Tiden Flyyer〉를 샘플링했다.[59]
- 〈Backseat Freestyle〉은 The Chakachas의 〈Yo Soy Cubano〉를 샘플링했다.[60]
- 〈The Art of Peer Pressure〉는 Suspekt의 〈Helt Alene〉를 샘플링했다.[61]
- 〈Money Trees〉는 Beach House의 〈Silver Soul〉를 샘플링했다.[59]
- 〈Poetic Justice〉는 Janet Jackson의 〈Any Time, Any Place〉를 샘플링했다.[62]
- 〈m.A.A.d city〉는 The Five Stairsteps의 〈Don't Change Your Love〉, Ohio Players의 〈Funky Worm〉, Ice Cube의 〈A Bird in the Hand〉를 샘플링했다.[59]
- 〈Sing About Me, I'm Dying of Thirst〉는 Grant Green의 〈Maybe Tomorrow〉, Al Green의 〈I'm Glad You're Mine〉, Bill Withers의 〈Use Me〉를 샘플링했다.
- 〈Compton〉은 Formula IV의 〈What's This World Coming To〉를 샘플링했다.[59]
- 〈The Recipe〉는 Twin Sister의 〈Meet the Frownies〉를 샘플링했다.[59]

## 크레딧
《good kid, m.A.A.d city》의 크레딧은 AllMusic에서 발췌한 것이다.
- Kendrick Lamar — art direction, primary artist
- Dr. Dre — executive producer, featured artist, mixing
- Anthony "Top Dawg" Tiffith — executive producer
- Derek "MixedByAli" Ali — engineer, mixing
- Dave Free — associate producer, co-ordination, management
- Larry Chatman — production co-ordination
- Andrew Van Meter — production co-ordination
- Ashley Palmer — co-ordination
- Mike Bozzi — mastering
- Brian "Big Bass" Gardner — mastering
- Dee Brown — engineer
- Mike Larson — engineer
- James Hunt — engineer
- Mauricio Iragorri — engineer
- Archie Davis — marketing
- Barry Williams — marketing
- Don Robinson — marketing
- Jack Splash — producer
- Hit-Boy — producer
- Scoop DeVille — producer
- DJ Dahi — producer
- Skhye Hutch — producer
- Just Blaze — producer
- Tha Bizness — producer
- T-Minus — producer
- Pharrell Williams — producer
- Terrace Martin — additional production
- Sounwave — additional production
- Kirdis Postelle — associate producer
- Terrence Henderson — associate producer
- Drake — featured artist
- MC Eiht — featured artist
- Jay Rock — featured artist
- Kent Jamz — featured artist
- Anna Wise — featured artist, background vocals
- Camille "Ill Camille" Davis — vocals
- Chad Hugo — vocals
- JMSN — background vocals
- Vindahl Friis — composer
- P. Williams — composer
- Lykke Schmift — composer
- Amari Parnell — hooks and samples singer
- Mary Keating — violin
- Marlon Williams — guitar, bass guitar
- Charly & Margaux — composers, violin, viola
- Gabriel Stevenson — piano
- DJ Mormile — A&R
- Manny Smith — A&R
- Tunji Balogun — A&R
- Ray Alba — publicity
- Willie Long — grooming
- Kitti Fontaine — stylist
- Dan Monick — photography
- Paula Oliver — photo courtesy
- Dwane LaFleur — photo courtesy
- Danny Smith — photo courtesy
- ScHoolboy Q — handwriting on cover, background vocals

## 차트
| Chart (2012–13)                 | Peak position |
| ------------------------------- | ------------- |
| Australian Albums Chart         | 23            |
| Belgian Albums Chart (Flanders) | 46            |
| Belgian Albums Chart (Wallonia) | 130           |
| Canadian Albums Chart           | 2             |
| Danish Albums Chart             | 20            |
| Dutch Albums Chart              | 45            |
| French Albums Chart             | 57            |
| Irish Albums Chart              | 26            |
| New Zealand Albums Chart        | 7             |
| Norwegian Albums Chart          | 26            |
| Swiss Albums Chart              | 38            |
| UK Albums Chart                 | 16            |
| UK Download Chart               | 7             |
| UK R&B Albums Chart             | 2             |
| US Billboard 200                | 2             |
| US Top R&B/Hip-Hop Albums       | 1             |
| US Top Rap Albums               | 1             |

| Chart (2012)              | Position |
| ------------------------- | -------- |
| US Billboard 200          | 80       |
| US Top R&B/Hip-Hop Albums | 16       |
| US Top Rap Albums         | 10       |

| Chart (2013)              | Position |
| ------------------------- | -------- |
| US Billboard 200          | 24       |
| US Top R&B/Hip-Hop Albums | 7        |
| US Top Rap Albums         | 5        |

| Chart (2014)              | Position |
| ------------------------- | -------- |
| US Billboard 200          | 69       |
| US Top Catalog Albums     | 32       |
| US Top R&B/Hip-Hop Albums | 27       |
| US Top Rap Albums         | 14       |

## 인증
| 국가                       | 인증     | 판매량/출하량 |
| -------------------------- | -------- | ------------- |
| 캐나다 (뮤직 캐나다)       | 골드     | 40,000^       |
| 영국 (BPI)                 | 골드     | 102,221       |
| 미국 (RIAA)                | 플래티넘 | 1,400,000     |
| ^출하량을 기반으로 한 인증 |          |               |

## 발매일
| 국가   | 날짜             | 버전                          | 포맷                         | 레이블               | 비고            |
| ------ | ---------------- | ----------------------------- | ---------------------------- | -------------------- | --------------- |
| 캐나다 | 2012년 10월 22일 | 스탠다드 에디션 디럭스 에디션 | CD 디지털 다운로드 LP [ 96 ] | Aftermath Interscope | [ 97 ] [ 98 ]   |
| 영국   | 2012년 10월 22일 | 스탠다드 에디션               | CD 디지털 다운로드 LP [ 96 ] | Aftermath Interscope | [ 99 ]          |
| 미국   | 2012년 10월 22일 | 스탠다드 에디션 디럭스 에디션 | CD 디지털 다운로드 LP [ 96 ] | Aftermath Interscope | [ 100 ] [ 101 ] |
| 영국   | 2012년 12월 3일  | 디럭스 에디션                 | CD 디지털 다운로드 LP [ 96 ] | Aftermath Interscope | [ 102 ]         |

## 참고
《good kid, m.A.A.d city》 한/영 전곡해석 링크